# Königskinder

Engelbert Humperdinck

Königskinder (Kungabarnen) är en sagoopera (Märchenoper) i tre akter med musik av Engelbert Humperdinck och text av Else Bernstein-Porges.

## Historia
1897 hade Humperdinck gjort om sagotexten till en melodram med musik som låg någonstans mellan tal och sång, vilket underlättade när den framfördes av såväl skådespelare som sångare. Denna version hade premiär den 23 januari 1897 i München. Men när han bestämde sig för att skriva en helaftonsopera över ämnet återvände han till det mera traditionella sättet att komponera. Som sådan senromantisk opera mottogs den med stormande jubel och femton minuters ovationsapplåder efteråt vid premiären den 28 december 1910 på Metropolitan Opera i New York. I Berlin året därpå var atmosfären betydligt svalare, och Königskinder har aldrig nått samma popularitet som Hans och Greta.
Svensk premiär den 30 december 1926 på Kungliga Operan i Stockholm.

## Personer
- Gåspigan (Gänsemagd) (sopran)
- Häxan (Hexe) (kontraalt)
- Kungasonen (Köningssohn) (tenor)
- Spelmannen (Spielmann) (baryton)
- Vedhuggaren (bas)
- Borstbindaren (tenor)
- Stallpigan (kontraalt)
- Värdshusvärdens dotter (mezzosopran)
- Förste borgaren (tenor)
- Andre borgaren (baryton)
- Värdshusvärden (bas)
- Första barnet (sopran)
- Andra barnet (sopran)
- Äldste i byrådet (baryton)
- Skräddaren (tenor)

## Handling

### Akt I
Den gamla häxan har en gång hittat en föräldralös liten flicka på vägen och håller henne fången i sin hydda i Hellaskogen. Hon vill uppfostra henne till trollkvinna. En dag sitter flickan vid bäcken och speglar sig med en blomsterkrans i håret då hon överraskas av en kungason, som har dragit ut i världen för att finna sig en drottning. Han blir betagen av den lilla gåspigan och vill byta sin krona mot hennes blomsterkrans, men när de skall dra bort tillsammans hindrar häxan henne med sina trollkonster från att lämna skogen. 
Kungasonen går sin väg och säger att han inte kommer tillbaka förrän en stjärna har fallit ned från himlen och en sagoblomma slagit ut. Lite senare kommer spelmannen och två borgare från Hellabrunn ut och frågar häxan om hon kan säga vem som skall efterträda den gamle kungen, som just har dött. Hon svarar att det blir den som vid middagstid drar in genom stadsporten och borgarna återvänder nöjda hem medan spelmannen blir kvar ute i skogen hos gåspigan. Han hjälper henne att övervinna häxans trollmakt så att hon kan göra sig fri. Då hon uppsänder en bön om sina föräldrars beskydd faller en stjärna från himlen och sagoblomman slår ut, och hon kan ta kungasonens krona på huvudet och lämna skogen med spelmannen.

### Akt II

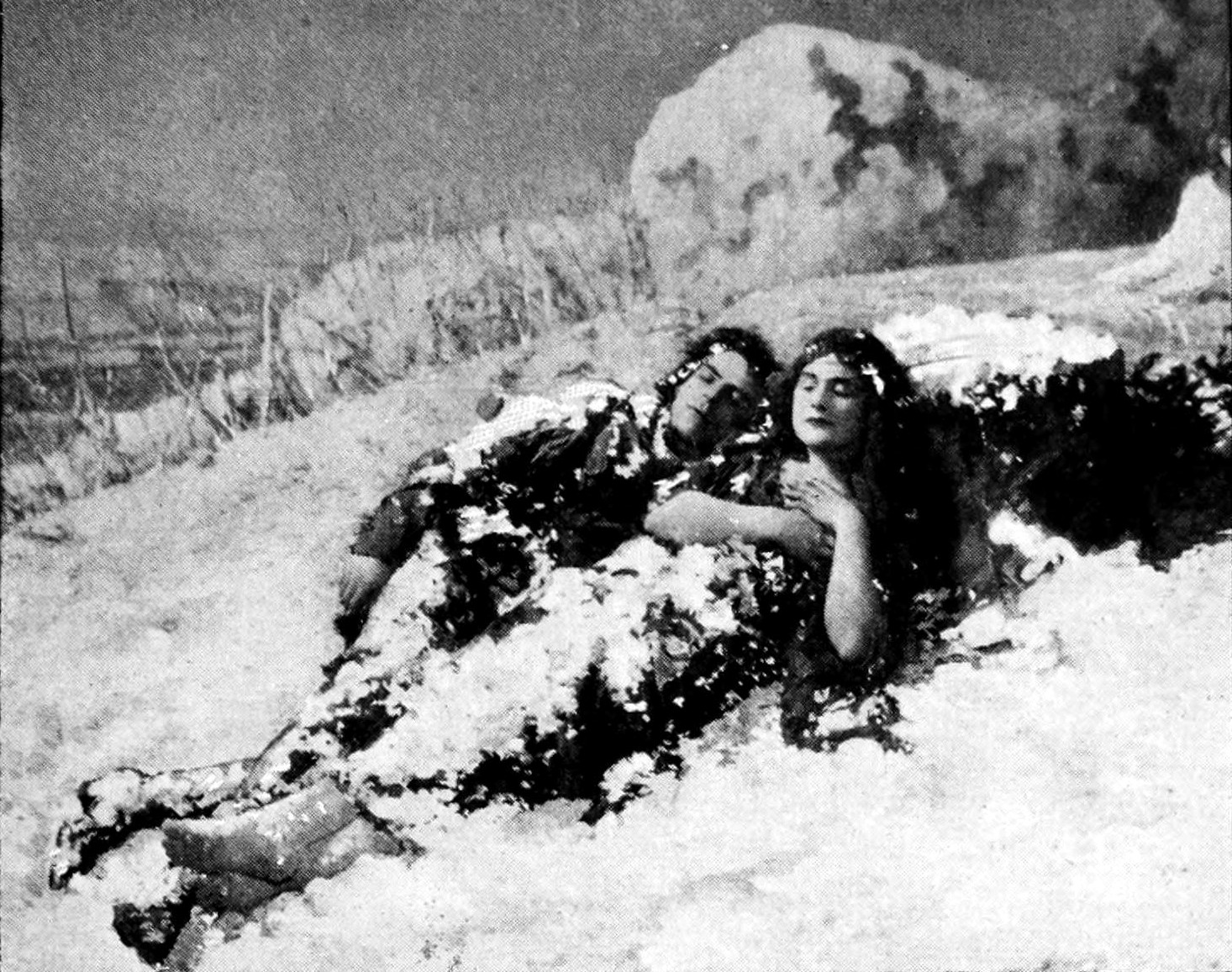
Geraldine Farrar och Herman Jadlowker som de döda kungabarnen 1917.

Utanför stadsporten väntar borgarna spänt på sin nye kung. Bland de väntande är också kungasonen, som har tagit plats som krogvärdens svinaherde, och när han hör hur borgarna tänker utnyttja den nye kungen håller han en moralpredikan för dem om en kungs sanna uppgift. De vill prygla honom men i detsamma slår klockan tolv, och gåspigan kommer in genom porten med krona på huvudet och kungasonen som inte har glömt henne kastar sig för hennes fötter. Alla som står där är djupt besvikna och spelmannen sätts i fängelse. Kungasonen och gåsipigan slipper med knapp nöd undan.

### Akt III
Spelmannen har fördrivits till häxans hydda sedan hon bränts på bål. Barnen i Hellabrunn tror fullt och fast på att det fördrivna paret var deras kung och drottning och fordrar att spelmannen skall komma tillbaka till staden. Han vill inte men går med på att söka efter kungasonen och gåspigan, som under tiden kommer till hyddan och letar mat. Där träffar de borstbindaren och vedhuggaren, som har hittat det förgiftade trollbröd som häxan en gång satte gåspigan att baka. De säljer brödet till dem för deras kronor, och utan att veta att det är giftigt äter de det för att inte dö av svält. Kort därefter dör de i varandras armar. När spelmannen och barnen kommer tillbaka till hyddan och ser kronorna som de båda männen har köpt, förstår de att kungasonen och gåspigan finns i närheten. Det enda de kan göra är att begrava dem.